# ماچواتس
ماچواتس (صربی: Mačevac}} یک منطقهٔ مسکونی در صربستان است که در Svilajnac واقع شده‌است.
 ماچواتس  ۲۱۷ نفر جمعیت دارد.